# Gérard-Henri de Vaucouleurs
Gérard-Henri de Vaucouleurs (* 25. April 1918 in Paris; † 7. Oktober 1995 in Austin, Texas) war ein französisch-amerikanischer Astronom. Er war bekannt als Beteiligter im Streit um den Wert der Hubble-Konstante und als Entdecker von Galaxienclustern (ab den 1950er Jahren).
De Vaucouleurs ist der Geburtsname seiner Mutter, den er in jungen Jahren annahm.

## Leben
De Vaucouleurs war ein begeisterter Amateurastronom. Er studierte an der Sorbonne und schloss sein Studium 1939 erfolgreich ab. Danach arbeitete er bis 1943 am gut eingerichteten Privatobservatorium von Julien Péridier (1882–1967) in Le Houga im Südwesten Frankreichs, unterbrochen vom Wehrdienst in der Artillerie von November 1939 bis 1941. Im Jahr 1943 nahm er sein Studium an der Sorbonne wieder auf und promovierte dort 1949 über Rayleighstreuung. Außerdem wirkte er am Institut für Astrophysik in Paris, wo er als Experte für Stellarfotografie galt. 1949 ging er nach London, wo er ein populärwissenschaftliches Radioprogramm für die BBC moderierte und außerdem am University of London Observatory in Mill Hill astronomische Beobachtungen durchführte. 1951 ging er nach Australien und forschte am dortigen Mount-Stromlo-Observatorium in Canberra (die Beobachtungen des Südhimmels in Australien waren Grundlage vieler seiner späteren Arbeiten). Von 1957 an arbeitete er am Lowell Observatory in Arizona und 1958 bis 1960 an der Harvard University. Seit 1960 war er Professor er an der University of Texas at Austin.
Schwerpunkt seiner Forschungstätigkeit waren die Galaxien. So ist er Mitautor des Third Reference Catalogue of Bright Galaxies (mit seiner Frau Antoinette (1921–1987)). Seine Forschungen über helle, relativ nahe Galaxien führten zur Entdeckung des Lokalen Superhaufens und der Antlia-Zwerggalaxie. Bereits im Jahr 1948 veröffentlichte er das Gesetz von Vaucouleurs oder De-Vaucouleurs-Profil, das die Helligkeitsverteilung in elliptischen Galaxien als Funktion des Abstands vom Zentrum beschreibt. Einer der größten Marskrater ist im Jahre 2000 nach ihm benannt worden.
Im langandauernden wissenschaftlichen Streit um den Wert der Hubble-Konstante vertrat er einen höheren Wert der Konstante um 100 km/s pro Megaparsec (und damit zusammenhängend ein jüngeres Alter des Universums als die damals von Allan Sandage und Gustav Tammann vertretenen Werte von um 50). Dabei verwendete er viele unterschiedliche Beobachtungsdaten (Helligkeit, Durchmesser von Ringgalaxien, hellste Sternhaufen u. a.) mit einer von ihm Verbreiterung des Risikos (Spreading the risks) genannten Methode. Anfangs war er wegen der Annahme höheren Werte der Hubble-Konstante stark umstritten.
Neben seiner Arbeit zu Galaxien befasste er sich in seiner Anfangszeit auch mit dem Planeten Mars. Von ihm stammen rund 400 Forschungsveröffentlichungen, rund 100 populärwissenschaftliche Arbeiten und 20 Bücher.
Er veröffentlichte viel mit seiner Frau Antoniette (geborene Piétra, gestorben 1988), die mit ihm studierte und die er 1944 heiratete. Die Ehe blieb kinderlos. Nach ihrem Tod heiratete er erneut, und zwar eine alte Pariser Freundin Elysabeth.
Seine Frau Antoinette de Vaucouleurs entdeckte 1958 die starke Veränderlichkeit der Leuchtkraft von Seyfertgalaxien über den Zeitraum eines Monats, was sie auf Anraten ihres Ehemanns nicht veröffentlichte, da er damals die Strahlung von Galaxien für unveränderlich hielt (später bezeichnete de Vaucouleurs das als den größten Fehler seines Lebens und er veröffentlichte über diese Thematik ab 1968 zusammen mit seiner Frau).
Er war Mitglied der National Academy of Sciences (1986).

## Werke
- Physics of the Planet Mars (1954)
- Reference Catalogue of Bright Galaxies (1964, 1976, 1991)

## Ehrungen
- 1980 Herschel-Medaille
- 1988 Henry Norris Russell Lectureship
- 1988 Jules-Janssen-Preis